# Chabua
Chabua is een dorp in het district Dibrugarh van de Indiase staat Assam. 

## Demografie
Volgens de Indiase volkstelling van 2001 wonen er 7.230 mensen in Chabua, waarvan 54% mannelijk en 46% vrouwelijk is. De plaats heeft een alfabetiseringsgraad van 78%. 

## Geboren
- Julie Christie (1941), Brits actrice